# Lambon (Garonne)
Pour les articles homonymes, voir Lambon.
Le Lambon, est un ruisseau français qui coule en région Occitanie, dans les départements de Tarn-et-Garonne et de la Haute-Garonne. C'est un affluent direct de la Garonne en rive gauche.

## Géographie
De 25,8 km de longueur, il prend sa source sur la commune de Brignemont dans la Haute-Garonne et se jette dans la Garonne en rive gauche sur la commune du Mas-Grenier en Tarn-et-Garonne.

### Départements et communes traversés
- Haute-Garonne : Brignemont, Cabanac-Séguenville.
- Tarn-et-Garonne : Gariès, Escazeaux, Bouillac, Comberouger, Saint-Sardos, Verdun-sur-Garonne, Mas-Grenier.

## Principaux affluents
- Ruisseau de Ledrau : 4,1 km
- Bousseran : 4,8 km
- Ruisseau de Saint-Jean : 9,9 km
- Ruisseau des Berdots : 4,5 km